# Muscadet-sèvre-et-maine
Pour les articles homonymes, voir Muscadet.
Ne doit pas être confondu avec Muscadet (AOC), muscadet-coteaux-de-la-loire ou muscadet-côtes-de-grandlieu.
Le muscadet-sèvre-et-maine est un vin blanc d'appellation d'origine contrôlée produit principalement en Loire-Atlantique dans le Pays dit « du Vignoble nantais » et sur une partie du Maine-et-Loire.
Cette appellation ne doit pas être confondue avec ses voisines : muscadet, muscadet-coteaux-de-la-loire et muscadet-côtes-de-grandlieu.

## Présentation

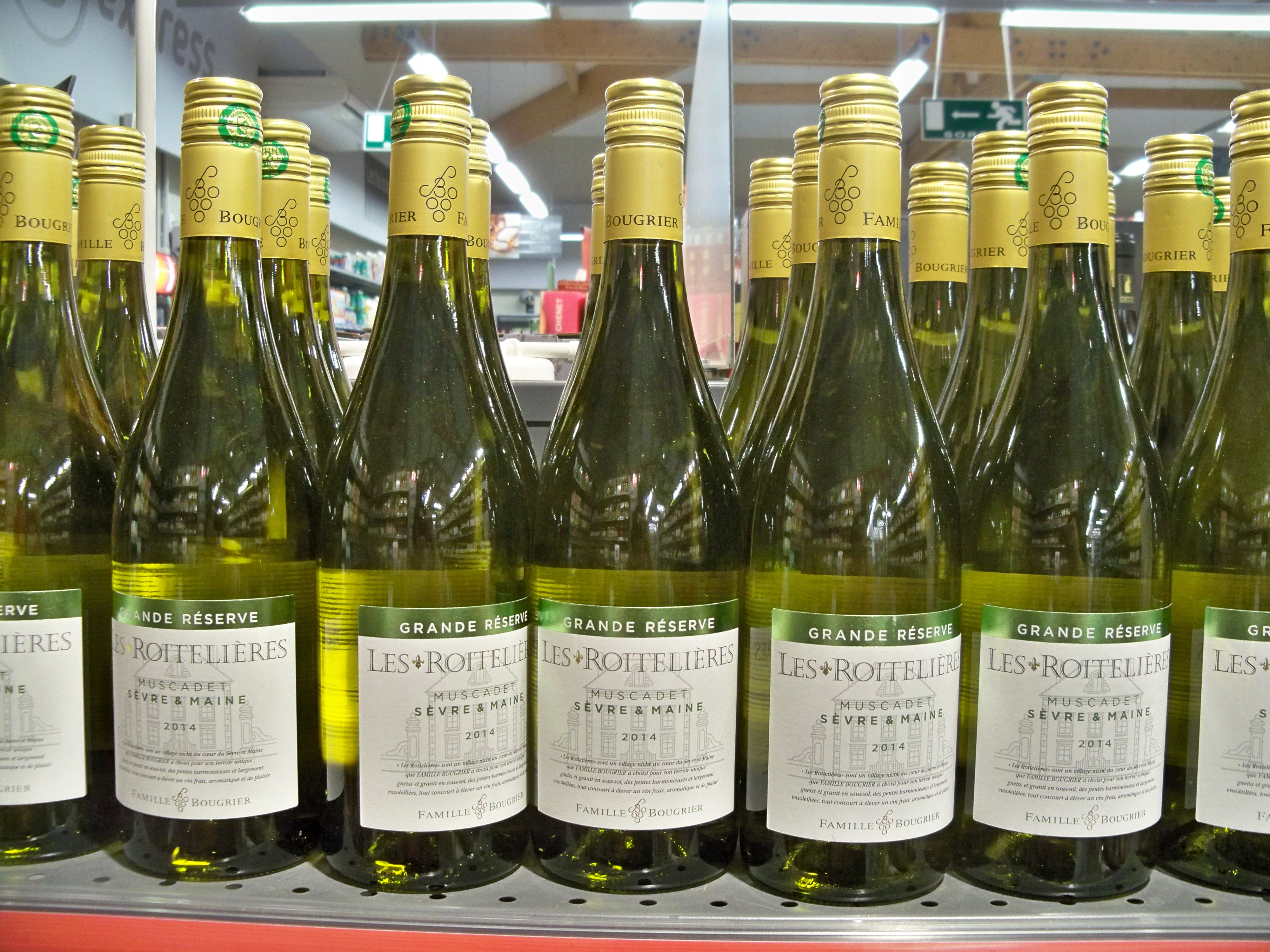
Muscadet Sèvre & Maine.

Ce vignoble, classé AOC depuis le 14 novembre 1936, couvrait, en 2005, une superficie de 8 800 hectares au sud-est de Nantes dans le département de la Loire-Atlantique, dans une région arrosée essentiellement par la Sèvre Nantaise et son affluent la Maine. Il déborde légèrement sur le département de Maine-et-Loire. Le décret du 9 octobre 1995 a remplacé l'ancienne dénomination de muscadet-de-sèvre-et-maine.
Terrains anciens du Massif armoricain (granites, gneiss, gabbro...) et sols plutôt légers. Les vins du Muscadet sont vinifiés en blanc sec à partir d'un cépage unique, le melon (appelé « muscadet » localement, on le retrouve aussi sous les dénominations de melon de Bourgogne, gamay de Bourgogne ou melon musqué). Les vins doivent présenter un titre alcoométrique naturel de 9 % vol. et le moût doit présenter une richesse en sucre de 144 g/l. Le rendement de base est fixé à 55 hl/ha. La densité des plantations doit être comprise entre 6 500 et 7 500 pieds/ha.
La dénomination « sur lie » (ou sur lies) peut être ajoutée à l'appellation. Dans ce cas, les vins doivent avoir passé un seul hiver en fût ou en cuves et se trouver encore sur leurs lies de fermentation au moment de la mise en bouteille qui se situe entre le 1er mars et le 30 juin ou entre le 15 octobre et le 30 novembre.

## Aire de production

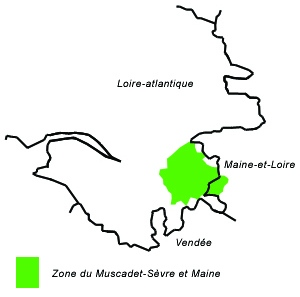
Zone AOC Muscadet-Sèvre-et-Maine.

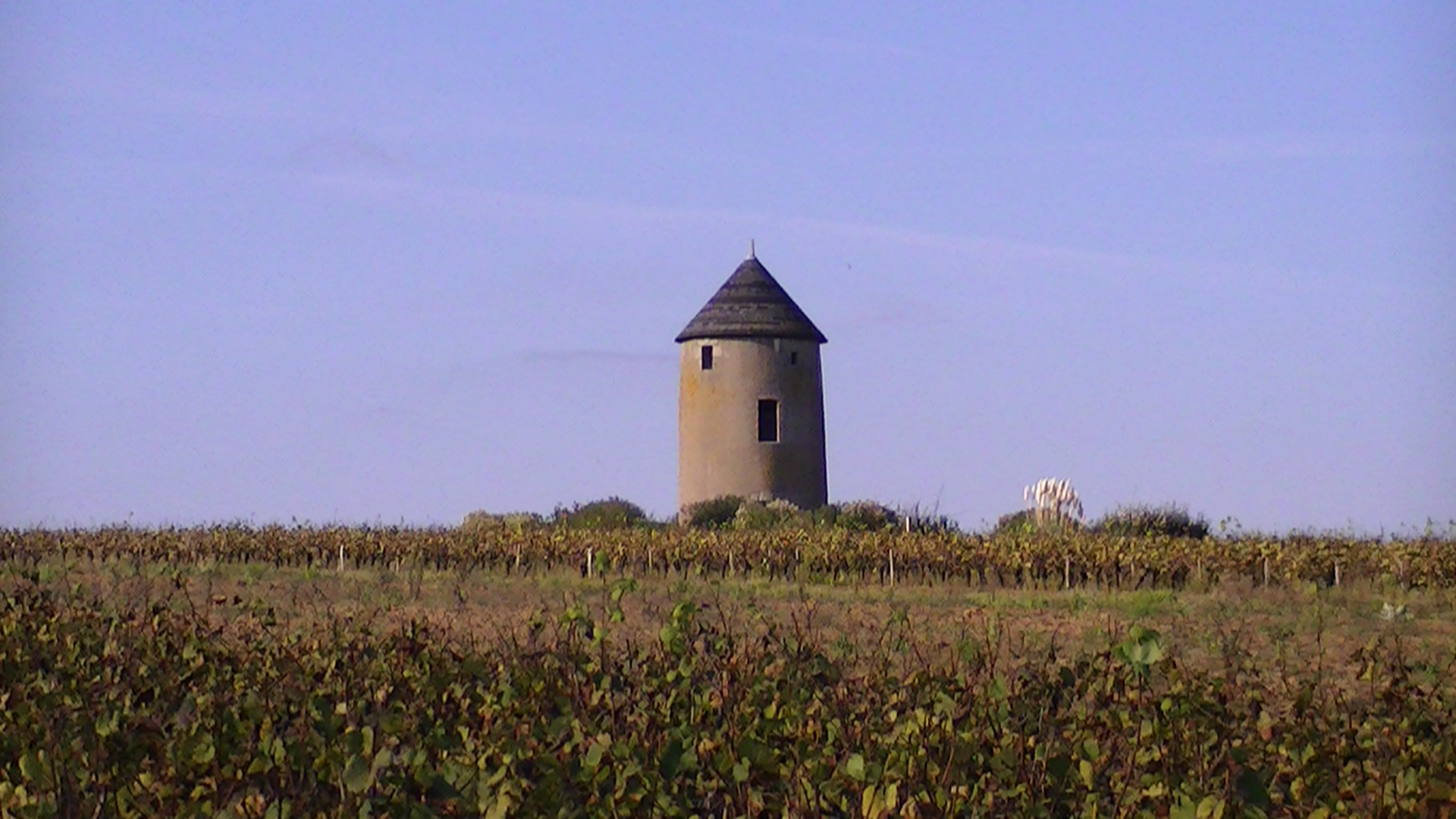
Vignoble du Moulin de la Minière, à Monnières.

Seuls ont droit à l'appellation Muscadet Sèvre et Maine les vins récoltés sur les territoires des :
- 22 communes de la Loire-Atlantique : Aigrefeuille-sur-Maine, Basse-Goulaine, La Chapelle-Basse-Mer, La Chapelle-Heulin, Château-Thébaud, Clisson, Gorges, La Haie-Fouassière, Haute-Goulaine, Le Landreau, Le Loroux-Bottereau, Maisdon-sur-Sèvre, Monnières, Mouzillon, Le Pallet, La Regrippière, Saint-Fiacre-sur-Maine, Saint-Julien-de-Concelles, Saint-Hilaire-de-Clisson, Saint-Lumine-de-Clisson, Vallet et Vertou.
- 2 communes du Maine-et-Loire : Saint-Crespin-sur-Moine et Tillières.